# Enric Franquesa
Enric Franquesa Dolz (Sant Cugat del Vallès, 26 febbraio 1997) è un calciatore spagnolo, difensore del Leganés.

## Caratteristiche tecniche
È un terzino sinistro.

## Carriera
Cresciuto nel settore giovanile del Barcellona, il 27 marzo 2016 debutta con la squadra riserve giocando l'incontro di Segunda División B vinto 2-0 contro lo Llosetense; nella stagione seguente viene ceduto in prestito prima al Sabadell e poi al Gavà prima di passare a titolo definitivo al Villarreal.
Con i canarini gioca due stagioni nella squadra B dopodiché nel 2019 viene ceduto in prestito al Mirandés, con cui debutta in Segunda División; al termine della stagione viene nuovamente ceduto in prestito, questa volta al Girona.

## Statistiche
Statistiche aggiornate al 3 aprile 2021.

### Presenze e reti nei club
| Stagione        | Squadra         | Campionato      | Campionato | Campionato | Coppe nazionali | Coppe nazionali | Coppe nazionali | Coppe continentali | Coppe continentali | Coppe continentali | Altre coppe | Altre coppe | Altre coppe | Totale | Totale | Totale |
| Stagione        | Squadra         | Comp            | Pres       | Reti       | Comp            | Pres            | Reti            | Comp               | Pres               | Reti               | Comp        | Pres        | Reti        | Pres   | Reti   |        |
| --------------- | --------------- | --------------- | ---------- | ---------- | --------------- | --------------- | --------------- | ------------------ | ------------------ | ------------------ | ----------- | ----------- | ----------- | ------ | ------ | ------ |
| 2015-2016       | Barcellona B    | SDB             | 1          | 0          |                 | -               | -               |                    | -                  | -                  |             | -           | -           | 1      | 0      |        |
| 2016-gen. 2017  | Sabadell        | SDB             | 8          | 0          | CR              | 0               | 0               |                    | -                  | -                  |             | -           | -           | 8      | 0      |        |
| gen.-giu. 2017  | Gavà            | SDB             | 16         | 0          | CR              | 0               | 0               |                    | -                  | -                  |             | -           | -           | 16     | 0      |        |
| 2017-2018       | Villarreal B    | SDB             | 25         | 1          |                 | -               | -               |                    | -                  | -                  |             | -           | -           | 25     | 1      |        |
| 2018-2019       | Villarreal B    | SDB             | 20         | 4          |                 | -               | -               |                    | -                  | -                  |             | -           | -           | 20     | 4      |        |
| 2019-2020       | Mirandés        | SD              | 23         | 0          | CR              | 4               | 0               |                    | -                  | -                  |             | -           | -           | 27     | 0      |        |
| 2020-2021       | Girona          | SD              | 21         | 2          | CR              | 3               | 0               |                    | -                  | -                  |             | -           | -           | 24     | 2      |        |
| Totale carriera | Totale carriera | Totale carriera | 114        | 7          |                 | 7               | 0               |                    | -                  | -                  |             | -           | -           | 121    | 7      |        |

## Palmarès

### Club

#### Competizioni nazionali
- Segunda División: 1

Leganés: 2023-2024